# Barcelona Metro 9000 sorozat
A Barcelona Metro 9000 sorozat a francia Alstom által gyártott villamos motorvonat, mely a Barcelonai metró 2-es, 4-es, 9-es és 10-es vonalain közlekedik. Üzemeltetője a Transports Metropolitans de Barcelona.
A típus nem csak a barcelonai metró vonalain közlekedik, hanem a Santo Domingo metróhálózatán, Panama metróhálózatán és Lima metróhálózatán Latin Amerikában.